# Попов (фамилия)
Попо́в — одна из самых распространённых русских и болгарских фамилий. Происходит от слова «поп» (от греч. πάπας — "Отец", и.-е. *pǝtēr) — устаревшего, ныне просторечного название православного священника, а также через посредство прозвища Поп, которое могли носить и не священнослужители. В списке общерусских фамилий согласно списку Е. Балановской (2005 г.) находится на пятом месте по распространённости.
Родственные фамилии: Попадьин и Попадейкин, Попков, Попцов, Поповский, Распопов (лишённый духовного звания, поп-расстрига). Фамилию «Поповы» нередко могли носить крестьяне, представители городского сословия, православное духовенство и дворяне, как личные, так и наследные.